# Ceratodon chilensis
Ceratodon chilensis là một loài rêu trong họ Ditrichaceae. Loài này được Mont. Paris mô tả khoa học đầu tiên năm 1904.